# Tercera circumscripció dels Pirineus Orientals
La tercera circumscripció dels Pirineus Orientals és una de les 4 circumscripcions electorals per a l'Assemblea Nacional Francesa que componen el departament dels Pirineus Orientals (66) situat a la regió d'Occitània.

## Composició
El tercer districte dels Pirineus Orientals és limitada per les fronteres electorals de la llei núm 86-1197 de 24 de novembre de 1986, que inclou:
- cantó de Millars,
- cantó de Montlluís,
- cantó d'Oleta,
- cantó de Perpinyà-2,
- cantó de Perpinyà-6,
- cantó de Perpinyà-8,
- cantó de Prada,
- cantó de Sallagosa,
- cantó de Vinçà.

## Diputats elegits
| Període                                  | Identitat          | Partit |
| ---------------------------------------- | ------------------ | ------ |
| 1988-1993                                | Jacques Farran     | UDF    |
| 1993-1997                                | François Calvet    | UDF    |
| 1997-2002                                | Christian Bourquin | PS     |
| 2002-2007                                | François Calvet    | UMP    |
| 2007-2012                                | François Calvet    | UMP    |
| 2012-2014                                | Ségolène Neuville  | PS     |
| 2014-2017                                | Robert Olive       | PS     |
| 2017-                                    | Laurence Gayte     | LREM   |
| les dades anteriors no són pas conegudes |                    |        |
|                                          |                    |        |